# Art écossais
L'histoire de l'art écossais retrace la production des œuvres d'arts visuels à l'intérieur des frontières politiques modernes de l'Écosse, depuis les temps les plus reculés. Il se distingue de l'art britannique et de l'art européen par un certain nombre de caractéristiques, qui ont évolué au cours des époques. On peut considérer qu'il débute avec les premières sculptures et objets du Néolithique en passant par ceux de l'âge du bronze et du fer, notamment les ornement en or, les sculptures religieuses et les manuscrits enluminés de la période médiévale, jusqu'aux œuvres contemporaines.

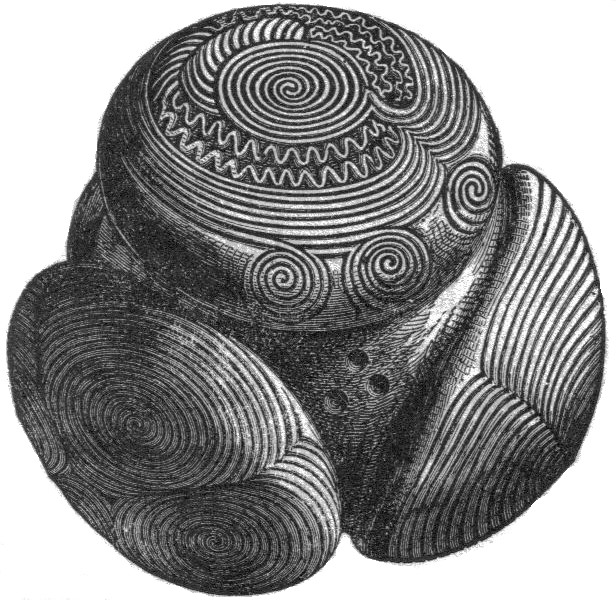
Pétrosphère de Towrie (Aberdeenshire) gravée de motifs de spirales.

## Moyen Âge

### Art picte
Les plus anciennes traces d'art décoratif picte sont des sphères de pierre gravée de l'époque néolithique, de l'âge du bronze et de l'âge du fer. La plupart ont environ 4 000 ans ; presque toutes ont été retrouvées dans le nord-est de l'Écosse, et plus particulièrement dans l'Aberdeenshire. C'est la présence de symboles pictes sur ces pétrosphères qui a permis de les relier à cette civilisation. À la fin du XXe siècle, un total de 411 pierres avait été retrouvé ; leur distribution recoupe celle des cercles de pierre retrouvés en Écosse. Ces sphères étaient probablement des objets de prestige utilisés lors de cérémonies. Les motifs gravés sur les pierres sont de nature géométrique : spirales, cercles concentriques et lignes brisées. Chaque pierre porte plus d'un motif, et la qualité de ces derniers varie du très grossier jusqu'à des réalisations que seuls des artisans de grand talent auraient pu produire.

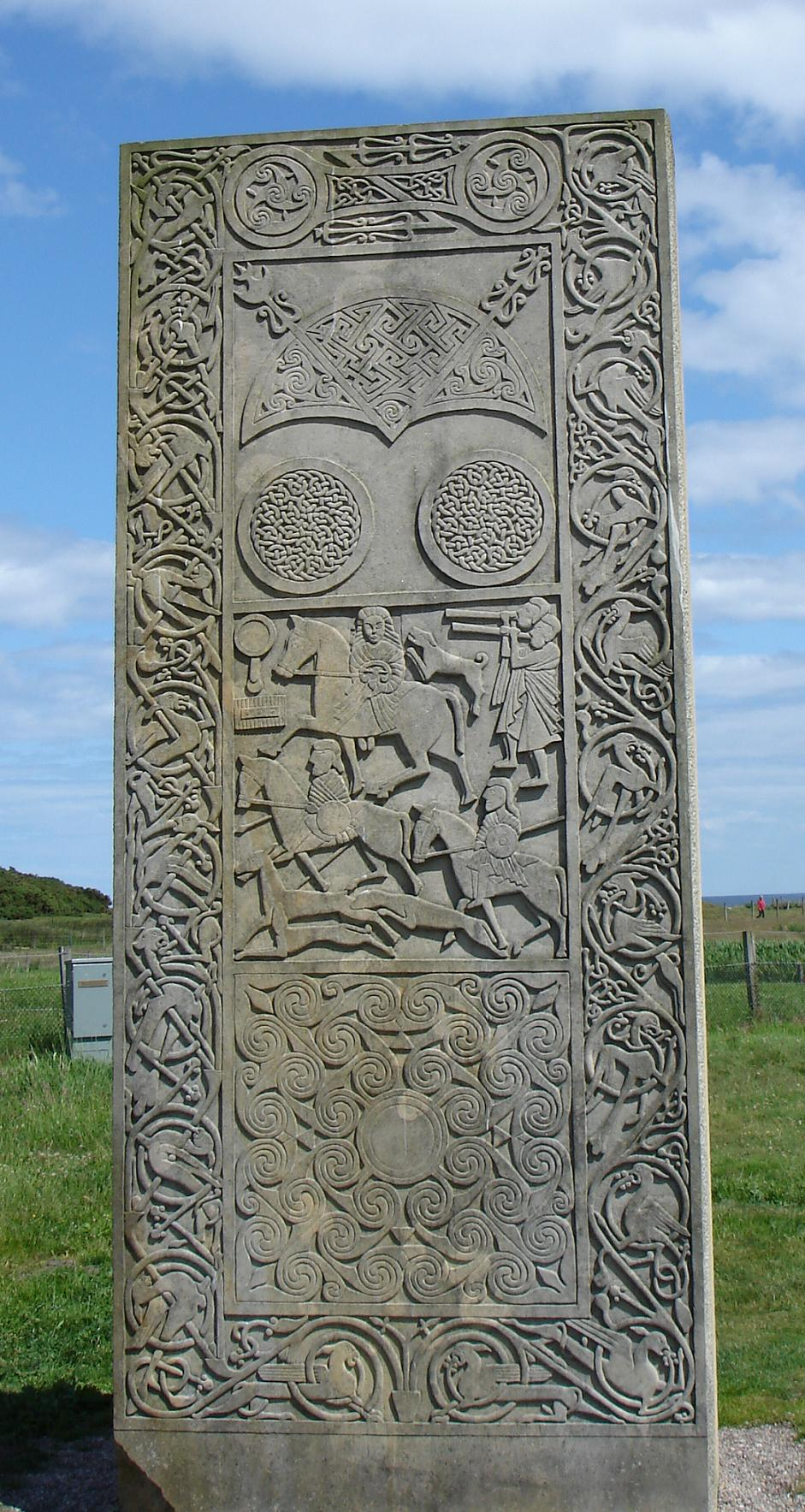
Copie de la pierre picte de Hilton of Cadboll.

Les pierres pictes sont des stèles, datées entre le IVe siècle et le IXe siècle, dont le but et la signification ne sont que partiellement compris. Certains pensent qu'elles servaient de monuments commémoratifs, où les symboles indiqueraient l'appartenance à des clans, la lignée ou la parenté. Il est plus certain en revanche que certaines pierres représentaient des cérémonies et rituels anciens, comme la pierre d'Eassie. Bien qu'un petit nombre de pierres ait été trouvé à proximité de sépultures, il faut signaler que la plupart n'étaient pas dans leurs emplacements d'origine. Parmi d'autres suggestions possibles, l'on retiendra la possibilité qu'elles marquent les territoires des lignées ou tribus, voire qu'il s'agisse d'un système d'écriture avec des pictogrammes. Enfin, une dernière théorie suggère que les symboles représentent un système de constellations propre aux Pictes. 
Les pierres pictes ont été classées en trois groupes par Allen et Anderson :
- classe 1. Pierres non travaillées où les symboles sont seulement gravés. La croix n'est présente sur aucune des faces de la pierre. La période est du VIe au VIIIe siècle ;
- classe 2. Pierres de forme plus ou moins rectangulaire avec une grande croix et des symboles sur au moins un côté. Les symboles, tout comme les motifs chrétiens, sont taillés et l'espace de la croix avec son décor est rempli de dessins. La période est du VIIIe au IXe siècle :
- classe 3. Aucun symbole picte. Il peut s'agir d'un bloc avec la croix, couché pour marquer une tombe, voire des mausolées. La période est également du VIIIe au IXe siècle.

Les symboles présents sur les pierres peuvent être répartis en trois catégories : symboles abstraits, animaliers, et objets (tels que miroirs et peignes). Ils ont généralement arrangés en paires.
Peu d'autres exemples du travail artistique des Pictes sont parvenus à l'époque contemporaine. Un objet en argent avec un symbole picte a été trouvé à Norrie's Law à Fife, au début du XIXe siècle ; des disques de pierre et d'os ont été retrouvés dans les îles du nord de l'Écosse, et des formes simples ou primitives des symboles sont taillées dans les murs des grottes du littoral, vers les villes de East Wemyss (Fife) et Covesea (Moray).

### Art chrétien

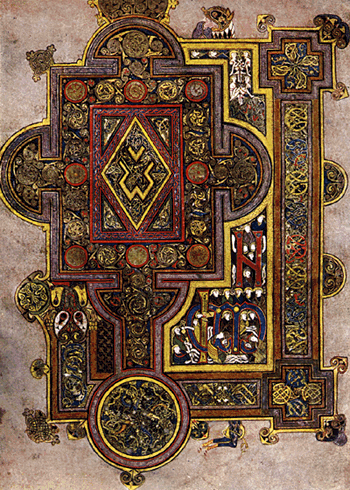
Folio 188r du livre de Kells.

L'art celte développé dans les monastères chrétiens des îles des Hébrides a émergé à partir du VIIe siècle. Il a initialement émergé dans le monastère de Saint Columba sur Iona, puis s'est répandu dans les autres scriptoria, et a donné naissance à des manuscrits enluminés semblables au livre de Kells. Il n'y eut probablement pas d'école écossaise spécifique au sein du style hiberno-saxon.
Ce style a été diffusé par les missionnaires d'Iona, qui ont transporté des évangiles de l'ouest jusqu'à la Northumbrie et ont ainsi contribué à la synthèse de l'art anglo-celto-picte dont sont issus les livres de Durrow et de Lindisfarne.
Cet art celte a prospéré jusqu'à la Réforme protestante dans les endroits les plus retirés, où les croix celtiques sont une forme particulière de sculpture locale.

### Bas Moyen Âge
Le bas Moyen Âge n'a pas produit d'art spécifiquement écossais. La pauvreté du pays ainsi que le déclin du christianisme celte n'ont pas laissé la place au développement d'un style local.

## Renaissance

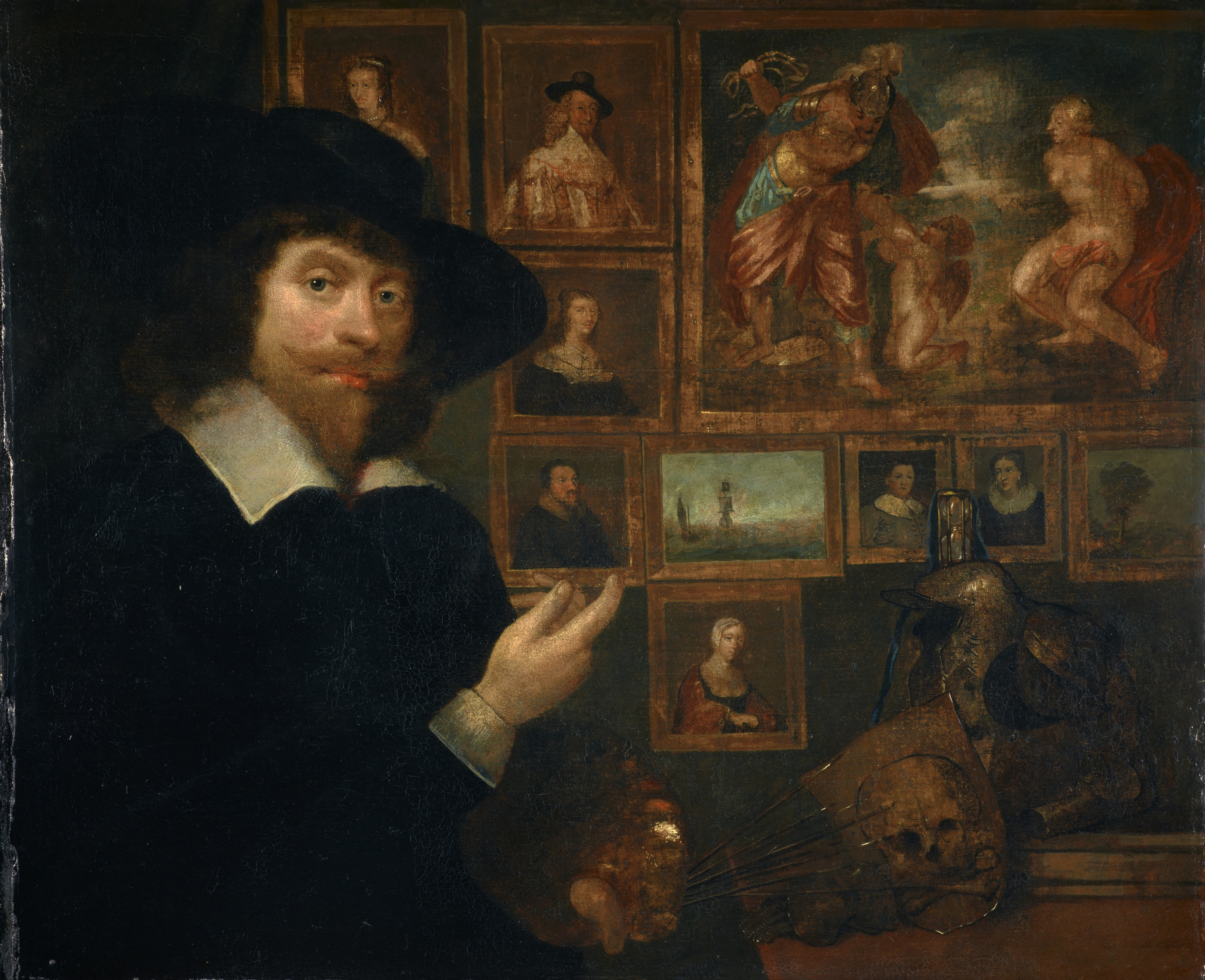
Autoportrait de George Jamesone.

Sous le mécénat des rois Jacques III, Jacques IV et Jacques V, l'art s'est développé dans l'Écosse de la Renaissance.
À la suite du déménagement de la cour vers Londres en 1603, le XVIIe siècle vit un ralentissement dans le développement de l'art écossais. C'est toutefois à cette époque que George Jamesone d'Aberdeen (vers 1589 - 1644), le premier artiste écossais identifiable avec certitude et le maître de John Michael Wright, réalisa ses œuvres.

## Lumières écossaises

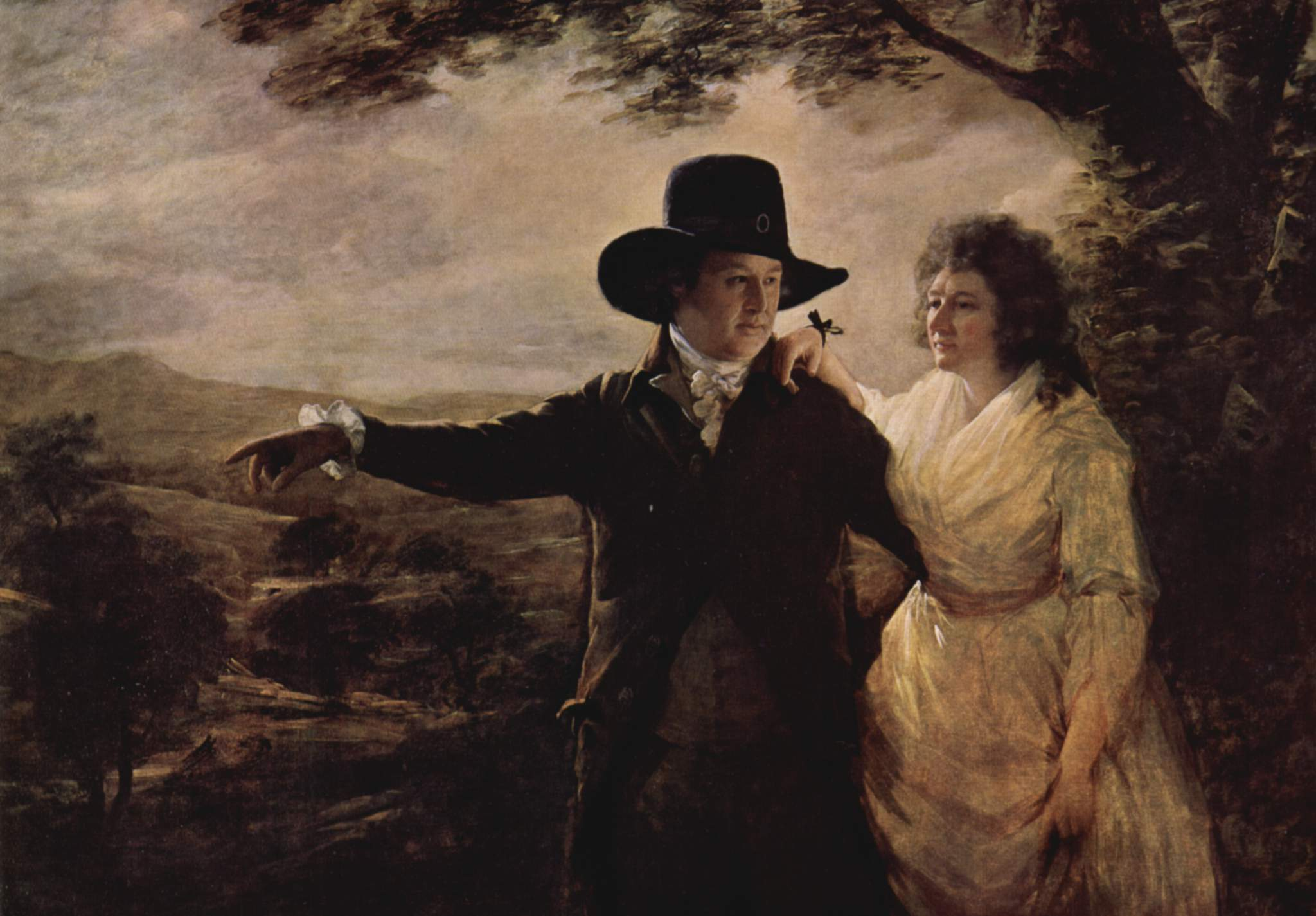
Portrait de Sir John et Lady Clerk, Henry Raeburn (v. 1790)

La période des Lumières écossaises marque un jalon dans le développement de l'histoire culturelle et artistique de l'Écosse. Les peintres Allan Ramsay, Gavin Hamilton, Henry Raeburn et David Allan ont ainsi acquis une renommée européenne. La peinture de Raeburn se distingue par sa caractérisation puissante, son réalisme rigide et ses effets de la lumière dramatiques. Sa peinture annonce les développements du romantisme et de l'impressionnisme.
Cette période vit en outre la fondation de la Royal Scottish Academy en 1826, une indication qu'il y avait à la fois l'audience et le marché nécessaires à l'existence d'un tel corps d'artistes professionnels. Par delà la demande de portraits, à laquelle répondit particulièrement Henry Raeburn, les débuts de l'Académie virent l'émergence du paysage romantique, principalement avec David Wilkie.

## XIXesiècle

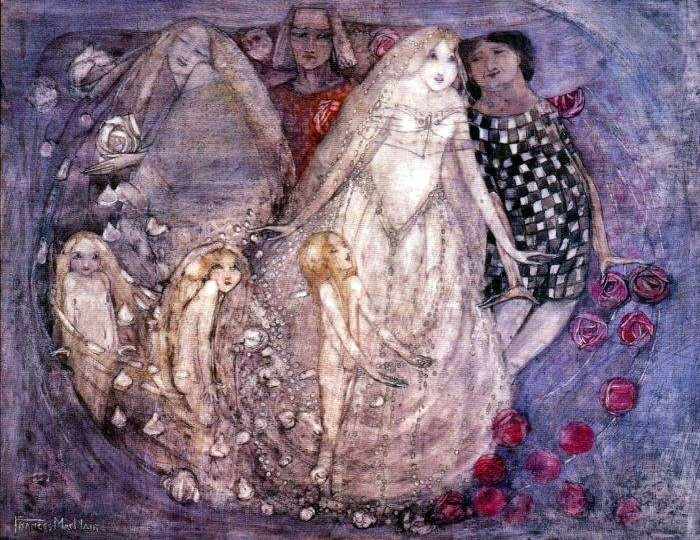
Un paradoxe, Frances MacDonald (1905)

Le XIXe siècle vit la naissance du mouvement impressionniste. William McTaggart en est considéré comme le principal représentant écossais.
La Glasgow School of Art fut fondée en 1845 ; il s'agit de l'une des quatre écoles d'art indépendantes de l'Écosse. C'est à partir des années 1890 que s'est développé le mouvement artistique qui porte son nom, avec les Glasgow Boys. James Herbert MacNair, Margaret et Frances MacDonald ainsi que Charles Rennie Mackintosh en ont constitué les Quatre (The Four) qui ont apporté une importante contribution à la scène européenne en développant le style Art nouveau dans l'architecture, la peinture et la décoration.

## Époque contemporaine
Dans les années 1920, le mouvement des Coloristes écossais se constitue, tirant son inspiration du mouvement post-moderne. À cette même époque prospère la Renaissance écossaise, dans le cadre plus large du celtic revival.
Les années qui ont suivi la Seconde Guerre mondiale ont vu prospérer l'art écossais, avec l'apparition d'artistes de renommée internationale tels que Eduardo Paolozzi.
La période contemporaine est marquée d'artistes comme Douglas Gordon et Lucy McKenzie.